# Michel Jaffrennou
 (novembre 2018).
Si vous disposez d'ouvrages ou d'articles de référence ou si vous connaissez des sites web de qualité traitant du thème abordé ici, merci de compléter l'article en donnant les références utiles à sa vérifiabilité et en les liant à la section « Notes et références ».
Michel Jaffrennou, né le 25 février 1944 à Trélazé et mort le 1er décembre 2023 à Paris, est un artiste français dans le domaine de l'art vidéo..
Michel Jaffrennou a suivi une formation aux Beaux-Arts. Dans ses débuts, il expose en tant que peintre et sculpteur, participe à des revues d’avant-garde dont « Apéïros », crée des scenographies et des performances dans les galeries et musées, en France et à l'étranger, avant de se tourner vers l'art vidéo.
Pionnier de l'art vidéo en France, membre de Grand Canal Vidéo, il est l'un des premiers à faire « monter la vidéo sur scène » (Les Totologiques, 1979-80). Artiste prolifique, il crée pour le théâtre et la télévision une nouvelle forme de spectacles où acteurs réels et acteurs électroniques jouent ensemble sur une même scène. Il développe ultérieurement dans ses spectacles et workshops une écriture multimédia qui met en scène acteurs réels et acteurs virtuels.
- En 1991, Michel Jaffrennou coordonne avec Norbert Hillaire le numéro spécial hors série de la revue Art Press « les Nouvelles Technologies ? un art sans modèle ? »91,
- En 2007, il publie son storyboard avec les textes d'Henri Gougaud Jusqu'à Tombouctou, livre-reportage sur le tournage d'un documentaire au Mali[3].

## Œuvres vidéo
- Les Totologiques, à Vidéo ABI Paris (1980) un jeu synchronisé entre deux « postes de télévision » et 2 acteurs munis de nombreux objets circulant des images à la scène et vice-versa.
- Electronique Vidéo Circus, au Centre Georges-Pompidou (1984) quand 3 acteurs, 2 clowns et un Monsieur Loyal jouent avec 50 « télévisions » sur scène et provoquent une suite de numéros de cirque électronique où ils sont capables, par exemple, de transformer à vue un cheval en zèbre.
- Vidéopérette, à la Grande Halle la Villette (1989) Une frénésie sur l’air du temps, un spectacle vidéo qui raconte l’art de l’homme de Cro-Magnon à l’homme zappeur d’aujourd’hui avec un acteur sur scène jouant avec soixante dix acteurs virtuels.
- Le web man show de Diguiden, au Studio du Théâtre de la Comédie-Française (2001), un spectacle entièrement interactif avec un personnage algorithmique venu du web, une marionnette virtuelle et interactive au tempérament soupe au lait qui joue non seulement avec MJ sur la scène dans le rôle de Gepetto mais aussi avec les spectateurs qui montent sur la scène.
- Via Kaboul, voices of central Asia, à l’English National Opera de Londres (2004), un spectacle musical multimédia avec 40 musiciens d’Asie centrale.
- Désert Blues, griots et poètes des sables, au musée du quai Branly (2007), un spectacle musical multimédia avec 20 musiciens maliens dans une peinture de 1h40 rehaussée de lumières automatiques.
- Kirina opéra mandingue, au Palais des Festivals de Cannes et Acropolis de Nice (2008 et 2009) Un opéra franco-malien avec le groupe du musicien malien Habib Koité, le marionnettiste Yaya Coulibaly, des acrobates guinéens, des danseuses sud-américaines, un groupe d’acteurs-chanteurs adolescents (Chœur Orféo) et un chœur de 500 enfants des écoles des Alpes-Maritimes, pour lequel MJ réalise un baobab interactif composé d’écrans (14m d’envergure et 10m de hauteur).
- Algo & Ritmo à la recherche des images perdues (2012), spectacle de Cabaret numérique avec Stéphane Giletta et Richard Sandra, Festival Bains Numériques#7 d'Enghien-les-Bains.

## Expositions
- Expositions collectives avec le groupe lettriste
- Expositions personnelles (galerie Stadler, Paris)
- Expositions de story-boards en France et à l’étranger (depuis 1990)
- La vidéo mise en scène (DVD, éditions Artmalta, avec le film Storyboards stories, 2005)
- Jusqu’à Tombouctou, (dessins MJ, textes Henri Gougaud) aux Éditions du Point d’Exclamation et ARTE et réalisation d’un blog sur le site ARTE TV
- Story-boards’ Stories, exposition à Maatgallery à Paris (2005), au PISAF à Séoul (2008)et aux Instants vidéo de Marseille (2011)
- Le Moi des uns et des autres, livre-objet (2009 collection privée) Brèves de comptoir, installation vidéo (2011 collection privée)